# (513) Centesima
(513) Centesima est un astéroïde de la ceinture principale découvert par Max Wolf le 24 août 1903. Il a été ainsi baptisé par son découvreur en référence à sa centième découverte.